# Gębarzewo (województwo wielkopolskie)
Gębarzewo – wieś w Polsce położona w województwie wielkopolskim, w powiecie gnieźnieńskim, w gminie Czerniejewo.
W latach 1975–1998 miejscowość administracyjnie należała do województwa poznańskiego.
W Gębarzewie znajdował się dom drewniany z 1829 r., który w 1958 został przeniesiony na skansen na Lednicy.
Stacja kolejowa na linii Gniezno-Oleśnica, Zakłady Kolejowe i Zakład Karny (w stanie wojennym miejsce internowania). Wieś Gębarzewo przylega do południowo-zachodniej granicy miasta Gniezna.
We wsi istniała szkoła podstawowa, obecnie budynek dawnej szkoły wykorzystywany jest na cele mieszkalne.
Dzieci z Gębarzewa uczęszczają do Szkoły Podstawowej im. Jana Pawła II w Żydowie.
Na terenie wsi znajduje się stary cmentarz ewangelicko-augsburski.
Sołectwo Gębarzewo obejmuje również miejscowość Gębarzewko oddalone od Gębarzewa o 1,5 km
Obecnie (2025) sołtysem wsi jest Tomasz Ryszczuk. Skład Rady Sołeckiej w kadencji 2024-2029:
- Tomasz Ryszczuk - sołtys oraz Radny Rady Powiatu Gnieźnieńskiego[4],
- Ławniczak Łukasz czlonek Rady oraz Radny Rady Miasta i Gminy Czerniejewo,
- Janina Wierzbińska,
- Justyna Nowicka,
- Agnieszka Erber,
- Żaneta Radosz.

Na terenie Gębarzewa funkcjonuje Koło Gospodyń Wiejskich Sołectwa Gębarzewo, któremu przewodniczy Sylwia Wierzbińska - prezes koła